# Nikolai Peters
Nikolai Herman Peters, född 10 november 1843 i Kristiania (Oslo), död där 14 mars 1923, var en norsk militär.
Peters var överste och kommendant på Oscarsborg 1899–1903. Han medverkade  till utvecklingen av Norges försvar, bland annat som medlem av kommittén angående värnplikt i de norra landsdelarna 1885–88, grundläggare av signalväsendet på Oscarsborg 1890–97 och ordförande i norsk-svenska artillerikommissionen 1899–1901. Flera år redigerade han "Norsk militærkalender".